# Тритон (інтервал)
Трито́н — музичний інтервал, рівний трьом повним тонам. Тритон вважається сильним дисонансом у мажорно-мінорній системі. Його неформально називали Чортом у музиці (нім. Teufel in der Musik, лат. diabolus in musica) або диявольським інтервалом.
В тональній системі тритон може бути збільшеною квартою (наприклад до—фа-дієз, або фа—сі) і вимагати розв'язання у сексту (рідше у квінту) або зменшеною квінтою  (наприклад до—соль-бемоль, або сі—фа) і вимагати розв'язання у терцію (рідше у кварту).

## Звучання
- Висхідна послідовність  C-Fis
- Низхідна послідовність  C-Ges